# Щитоноска зубчатокрылая
Щитоноска зубчатокрылая (лат. Cassida denticollis) — жук подсемейства щитоносок из семейства листоедов.

## Распространение
Распространён с запада Палеарктики на восток в Монголию и в Китай (Синьцзян-Уйгурский автономный район)

## Экология и местообитания
Кормовыми растениями являются растения из семейства астровых (Asteraceae): тысячелистник (Achillea millefolium), полынь горькая (Artemisia absinthium), полынь полевая (Artemisia campestris), пижма щитковая (Tanacetum corymbosum) и пижма обыкновенная (Tanacetum vulgare).